# Koreai ünnepi ételek

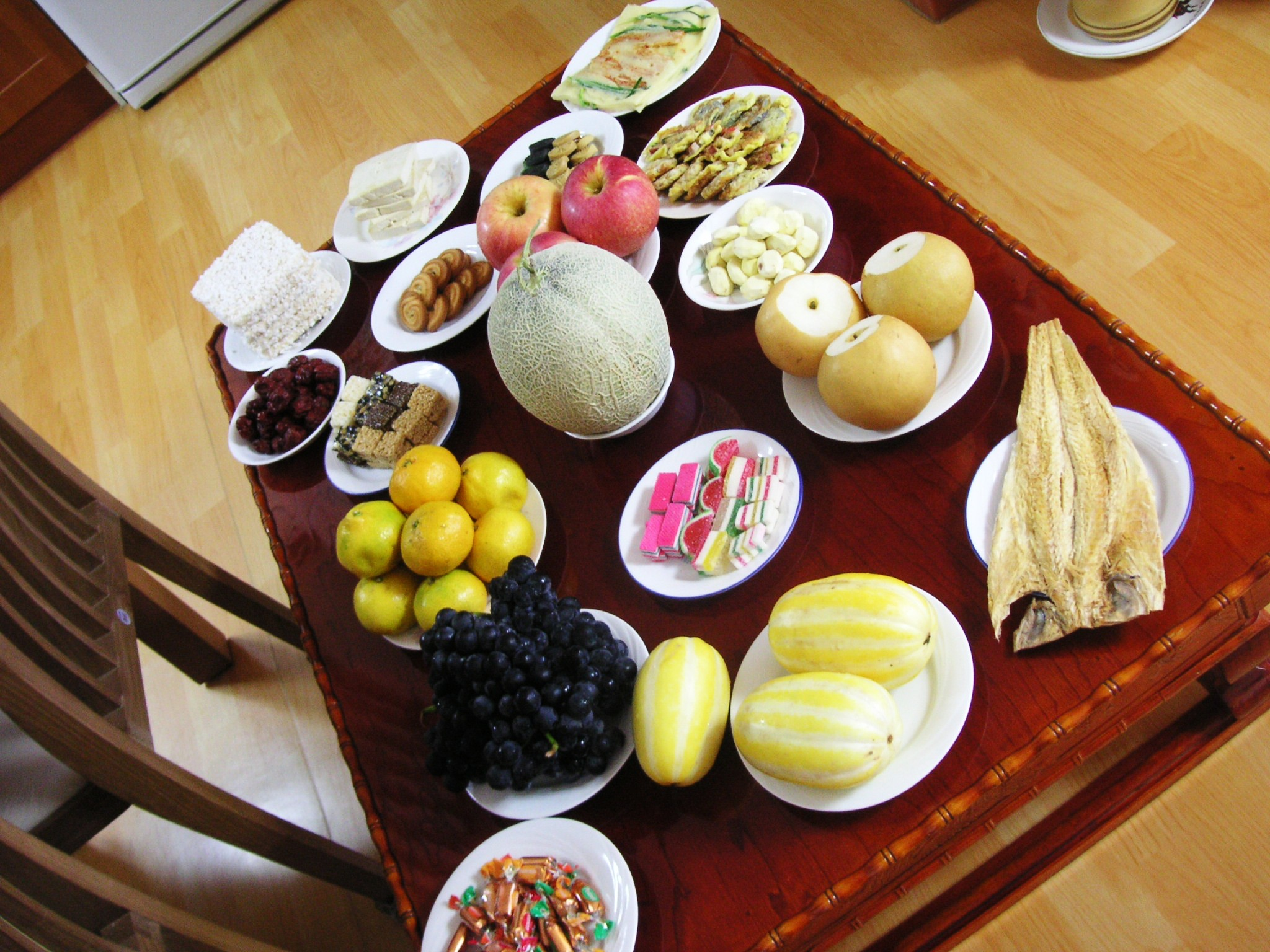
Cshuszok (Chuseok)ra megterített asztal

A koreai ünnepi ételek olyan ételek, melyeket a koreaiak életének legfontosabb állomásait végigkísérő ünnepek és ceremóniák alkalmával szolgálnak fel. Ezek az ételek az ünnep jelentésétől függően maguk is szimbolikus jelentéssel bírnak. A konfuciánus hagyományoknak megfelelően régen az egyes ünnepeken bemutatott szertartásokat szigorú szabályok közé szorították, és ezek az ételekre és italokra is vonatkoztak. A legfontosabb ünnepek a születés, a szamcshil (samchil) (삼칠, a születéstől eltelt 21. nap), a pegil (baegil) (백일, a születéstől eltelt 100. nap), a tol (dol) (az első születésnap), a kvallje (gwallye) (관례, felnőtté avatási ceremónia), házasságkötés, a hvangap (hwangap) (환갑, a hatvanadik – koreai életkorszámítás szerint 61. – születésnap) és a csesza (jesa) (a halottra emlékező szertartás). A rizsből készült ttok (tteok)féleségek mindegyik esetében nagy szerepet játszanak. A születésnapi ünnepségeken a mijokkuk (miyeokguk), a tengeri hínárból készült leves a leggyakoribb fogás.

## Személyes ünnepek

### Születés ésszamcshil(samchil)

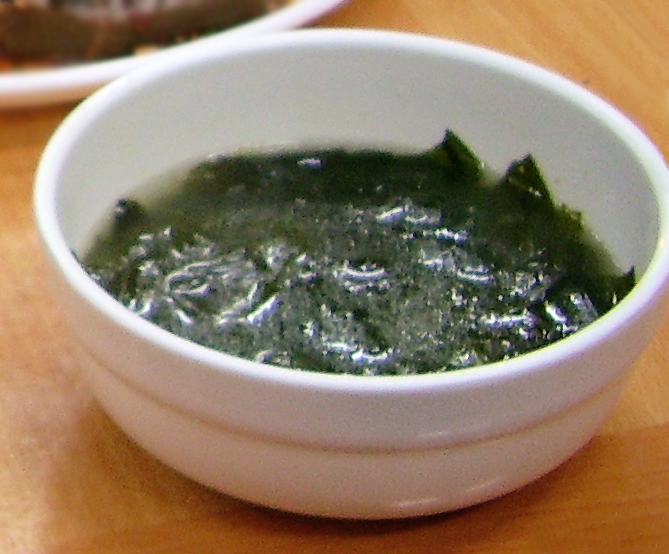
Mijokkuk (Miyeokguk)

Amikor egy gyermek megszületik, a szülést felügyelő istenségnek kis asztalkát szentelnek, három tál rizzsel és három tál mijokkuk (miyeokguk)kal (미역국, tengeri hínárból készült leves). Az anya is hínárlevest kap, amely gazdag vasban és kalciumban, a hagyományok szerint jót tesz a kismama egészségének. 21 nappal a szülés után következik a szamcshil (samchil) (삼칠) nap, amikor a rokonok, barátok érkeznek látogatóba, ekkor is hínárlevest tálalnak fel az édesanyának.

### Pegil(Baegil)

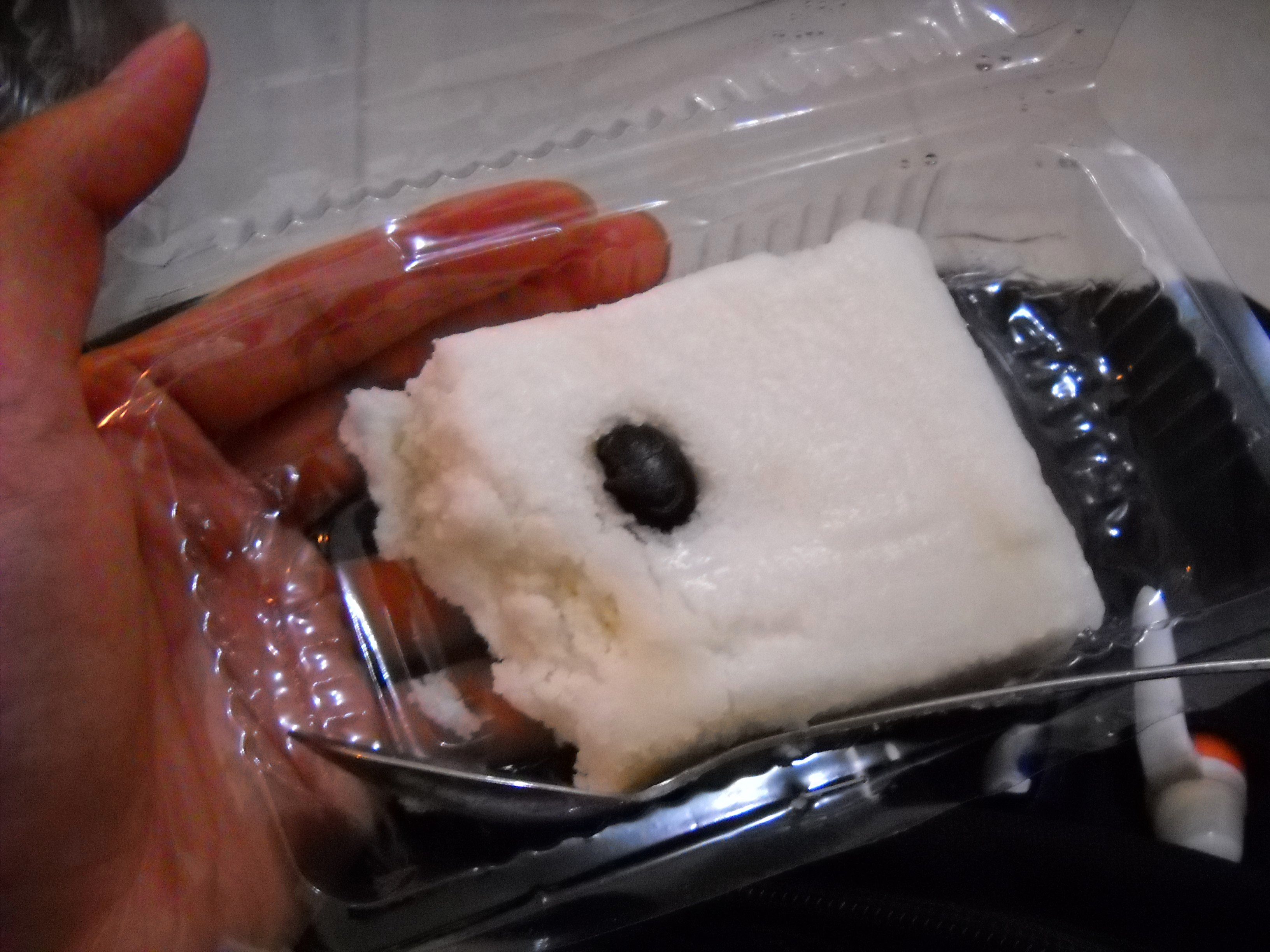
Pekszolgi (Baekseolgi)

A pegil (baekil) (백일) a gyermek születésétől eltelt 100. nap. Ez egy kerek és fontosnak tartott szám a koreai kultúrában. Az asztalra mijokkuk (miyeokkuk), rizs és zöldségek kerülnek, valamint fehér színű rizssütemények, például pekszolgi (baekseolgi) (백설기), ötszínű szongphjon (songpyeon) (송편) és a „szivárványszínű” mudzsige ttok (mujigae tteok) (무지개떡). A fehér az ártatlanság és a szentség színe, az öt szín pedig a harmóniát szimbolizálja. A rizssüteményeket a család megosztja ismerősökkel, szomszédokkal, hogy a gyermek élete hosszú és egészséges legyen. A megajándékozottak rizst vagy fehér pamutgombolyagot adnak cserébe, ami szintén a hosszú életet és a gazdagságot szimbolizálja.

### Tol(Dol)

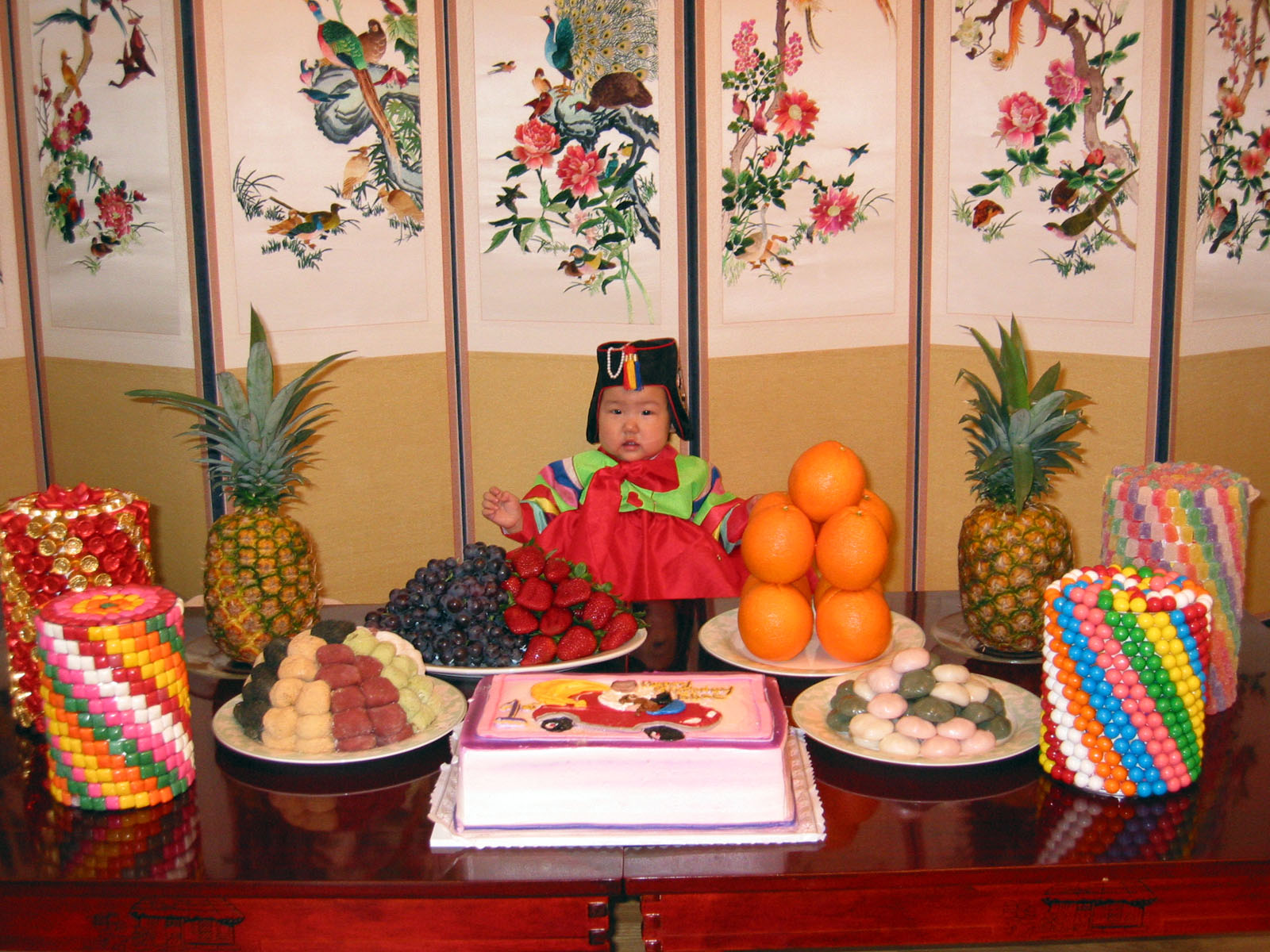
Tol (Dol) alkalmából megpakolt asztal

A tol (dol) (돌) a gyermekek első születésnapját jelöli. A születésnap reggelén vagy azt megelőző este (régiótól függően) az anya és a nagymama a születés istenségéhez (삼신, Szamsin (Samsin)) és a hegyi istenséghez (산신, Szansin (Sansin)) imádkozik összetett kézzel a gyermek egészségéért és ételt (rizst és tengeri hínárlevest), többrétegű rizssüteményt valamint tiszta vizet ajánlanak fel nekik egy kis asztalkán. Ezen a ceremónián férfiak nem vehetnek részt.
Az ünnepséget általában nem otthon tartják a modern időkben, hanem bálteremben vagy étteremben. Az ünnepi asztalra mijokkuk (miyeokguk), rizs, zöldségek és gyümölcsök, valamint különféle ttok (tteok) kerül, köztük a színes mudzsige ttok (mujigae tteok) (무지개떡).

### Kvallje(Gwallye)

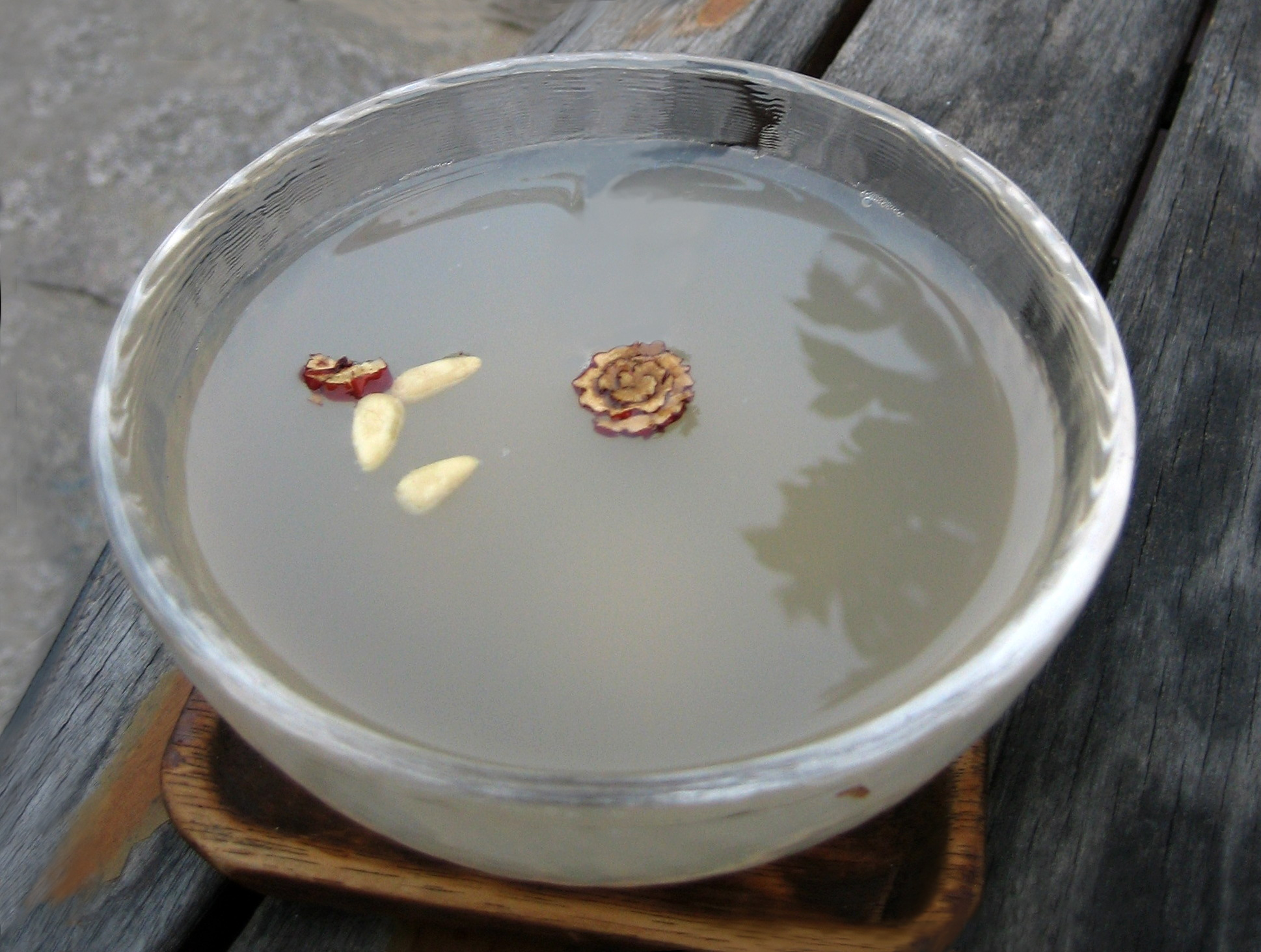
Szudzsonggva (Sujeonggwa)

A kvallje (gwallye) (관례) a felnőtté válás ünnepsége, a fiúk esetében 19, a lányoknál 15 éves korukra esett, a 21. században már mindkét nem esetében 19 évesen esnek át a szertartáson, bár egyre kevésbé gyakorolják a modern időkben a koreaiak ezt a szokást. Az ilyenkor felszolgált ételek és italok közé tartozik a rizsbor, a ttok (tteok), a kukszu (guksu), a sikhje (sikhye) és a szudzsonggva (sujeonggwa).

### Házasságkötés

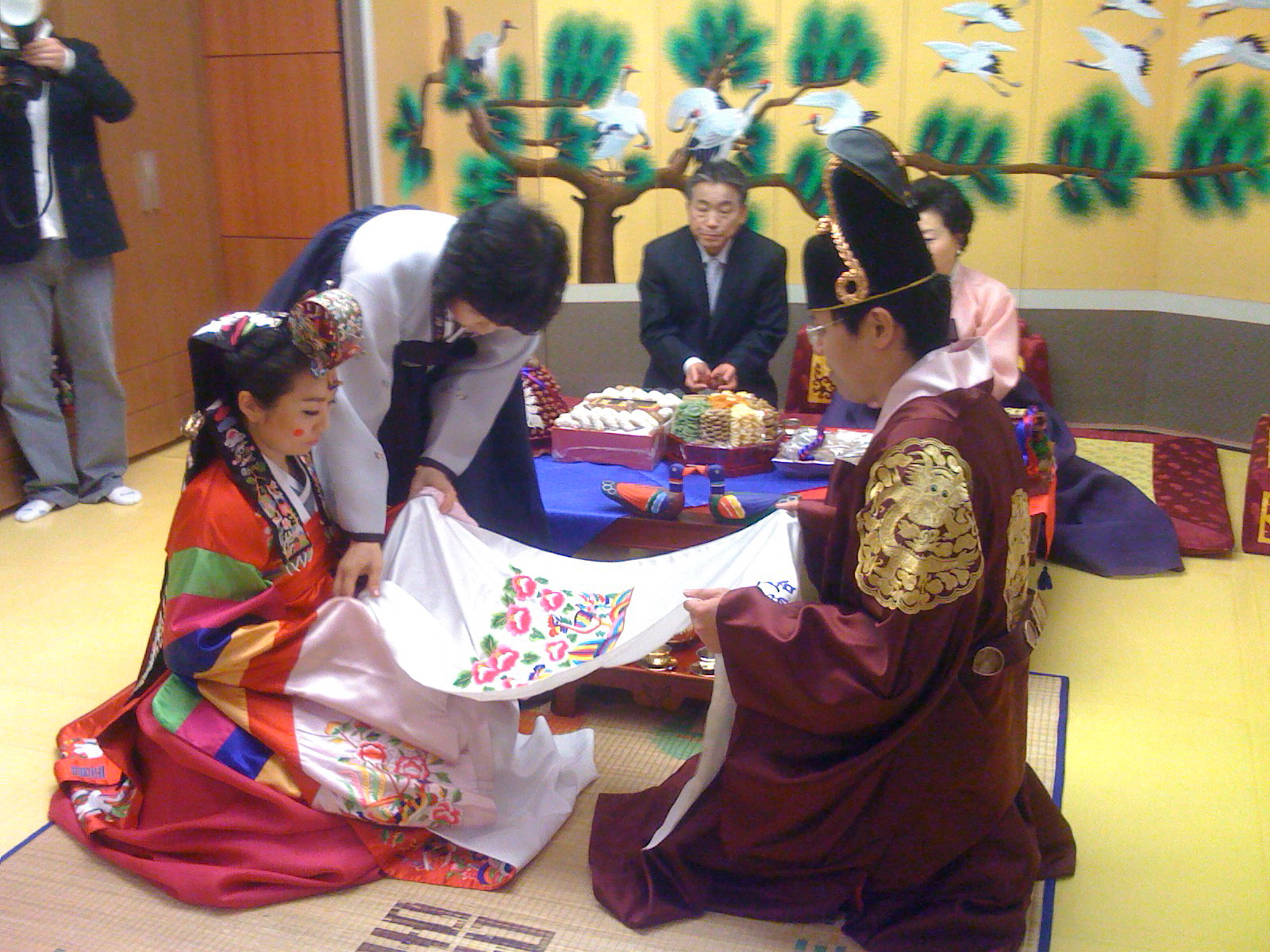
pjebek (pyebaek)

A házasságkötés szertartása (혼례, hollje (hollye)) előtt úgynevezett pongcshettok (bongchaetteok) (봉채떡) süteményt készítenek, ami tulajdonképpen gőzölt ragacsos rizsből áll, a tetejére őrölt azukibabot szórnak és díszítésként hét darab jujubát helyeznek körkörösen. A ragacsos rizs a pár összetartozását szimbolizálja, a jujuba a termékenységet, míg a vörös színű bab elűzi az ártó szellemeket. A vendégeknek tésztát szolgálnak fel, ami a hosszú életet szimbolizálja. Az esküvőt követően az ifjú pár köszönti a vőlegény szüleit, a szertartás neve pjebek (pyebaek) (폐백). Ekkor a menyasszony szimbolikus ételeket ad át a férje szüleinek: gesztenyét és jujubát az apósának, phjonpho (pyeonpo) (편포) húspogácsát, szárított húst és dinsztelt csirkét az anyósának.

### Hvangap(Hwangap)

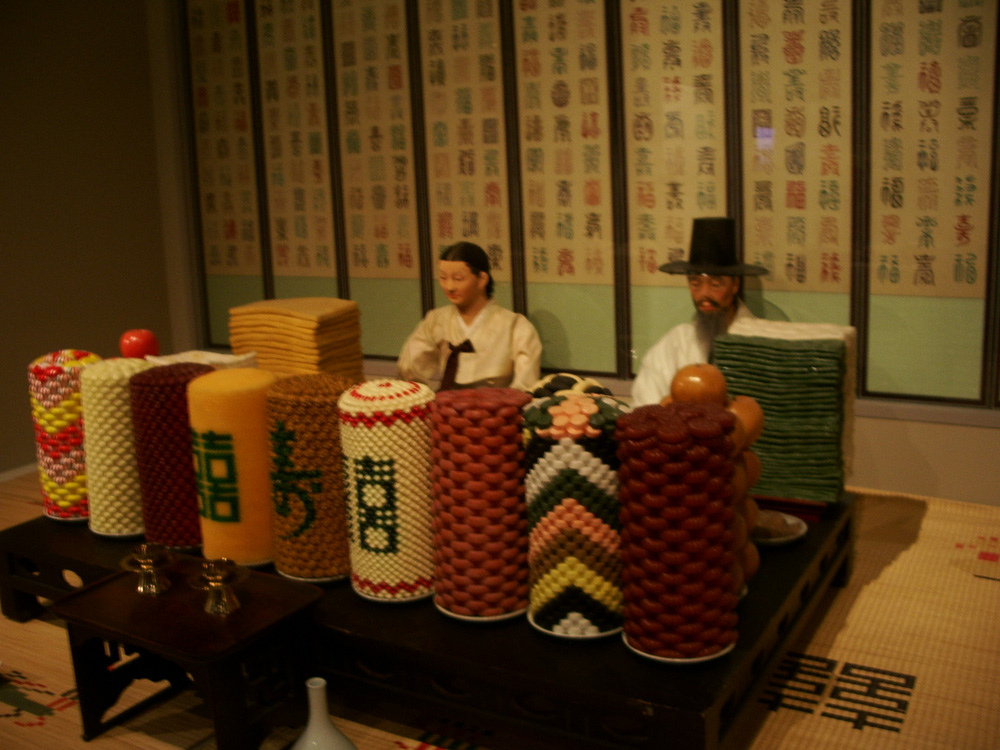
Kobeszang (Gobaesang) asztal

A 60. születésnap (환갑, hvangap (hwangap)) nagyon fontos a koreaiak életében. A hatvanéves ciklus a kelet-ázsiai kultúrák részét képezi. Ilyenkor úgynevezett kobeszang (gobaesang) (고배상) asztalt állítanak az ünnepelt tiszteletére, ami annyit tesz: „magasan megpakolt asztal”. Több sorban, 30-60 centiméter magasra pakolják rajta az ételeket: rizssüteményt, húst, halat, friss gyümölcsöket, színesen elrendezve.

### Csesza(Jesa)

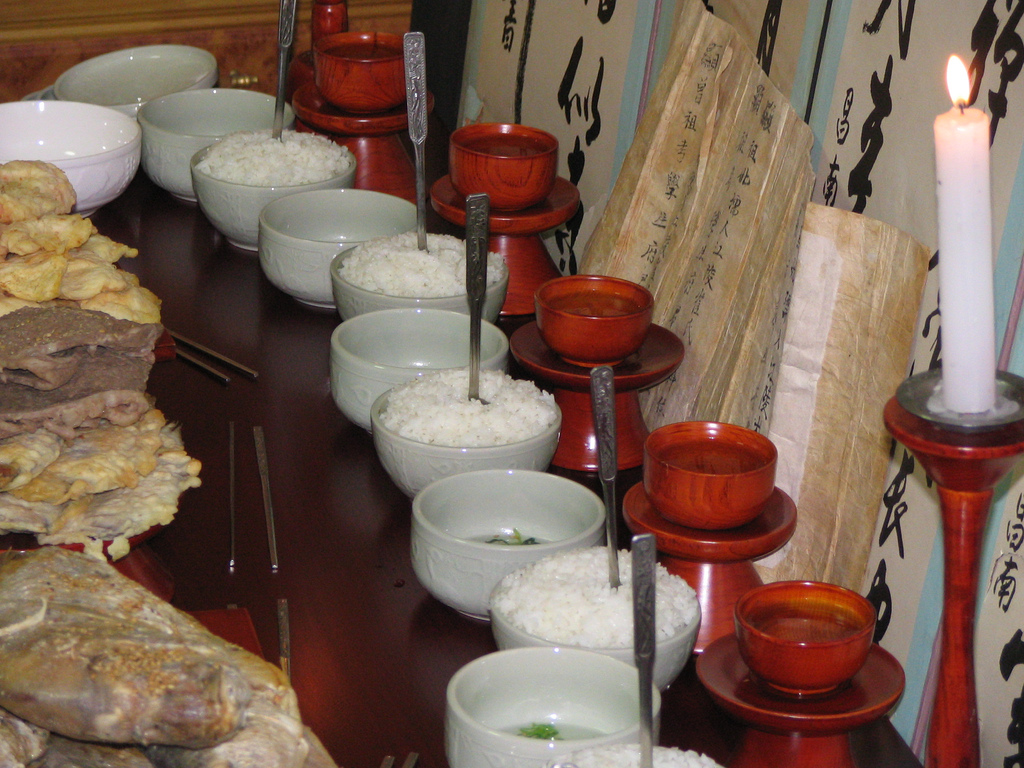
Cseszaszang (Jesasang)

A csesza (jesa) (제사) rituálé során az elhunyt családtagokról emlékeznek meg, haláluk évfordulóján. A cseszaszang (jesasang), azaz a rituálé számára felállított asztalon különböző ételeket helyeznek el: rizst, rizsbort, tésztalevest, rizssüteményeket, marhahús- és csirkehúslevest, hallevest, halételeket és húsokat, kimcshi (kimchi)t és zöldségféléket, friss gyümölcsöket, magvakat és édességeket. Evőeszközöket is kikészítenek az elhunyt szelleme számára. Vannak ételek, amelyeket tilos ilyenkor felszolgálni, ilyenek a szellemeket távol tartó növények, mint a csilipaprika (a kimcshi (kimchi)t is enélkül készítik el), a fokhagyma vagy az őszibarack, a pikkely nélküli halak, valamint olyan halfélék, amelyek koreai nevében szerepel a cshi (chi) (치) szótag, ilyen például a szardella (멸치, mjolcshi (myeolchi)), a makrélacsuka (Cololabis saira, 꽁치, kkongcshi (kkongchi)) vagy az abroncshal (갈치, kalcshi (galchi)).

## Országos ünnepek

### Újév

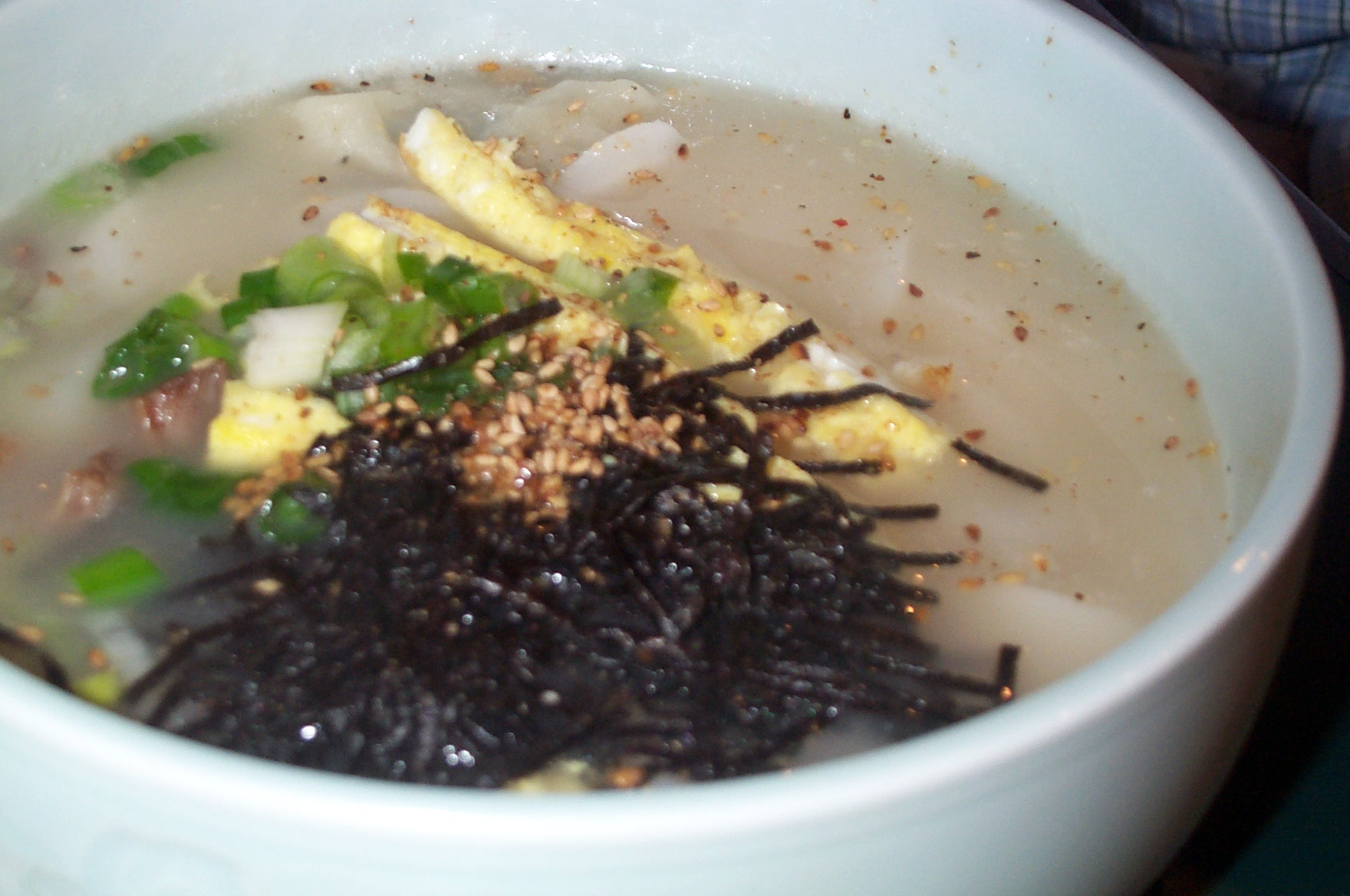
Ttokkuk (Tteokguk)

A koreaiak holdnaptár szerint ünnepelt újév során is megemlékeznek a holtakról, a csesza (jesa) illetve a csharje (charye) (차례) szertartások keretében, utóbbit a felmenők részre tartják. A konkrét ételek listája változó régióról régióra, azonban az elrendezés azonos. Az első sorba balról jobbra jujuba, gesztenye, körte és datolyaszilva kerül. A második sorba szárított húsok és növények, a harmadikba levesek, a negyedikbe főtt ételek, az ötödikbe pedig egy tál leves és egy tál rizs, a rizs a jobb, a leves a bal oldalra.
A rituális ételeken kívül is vannak hagyományos újévi ételek, ilyen a ttokkuk (tteokguk) (떡국, rizssüteményből készült leves), a cson (jeon) (전, lepényfélék) és a kalbiccsim (galbijjim) (갈비찜, párolt, marinált borda).

### Cshuszok(Chuseok)

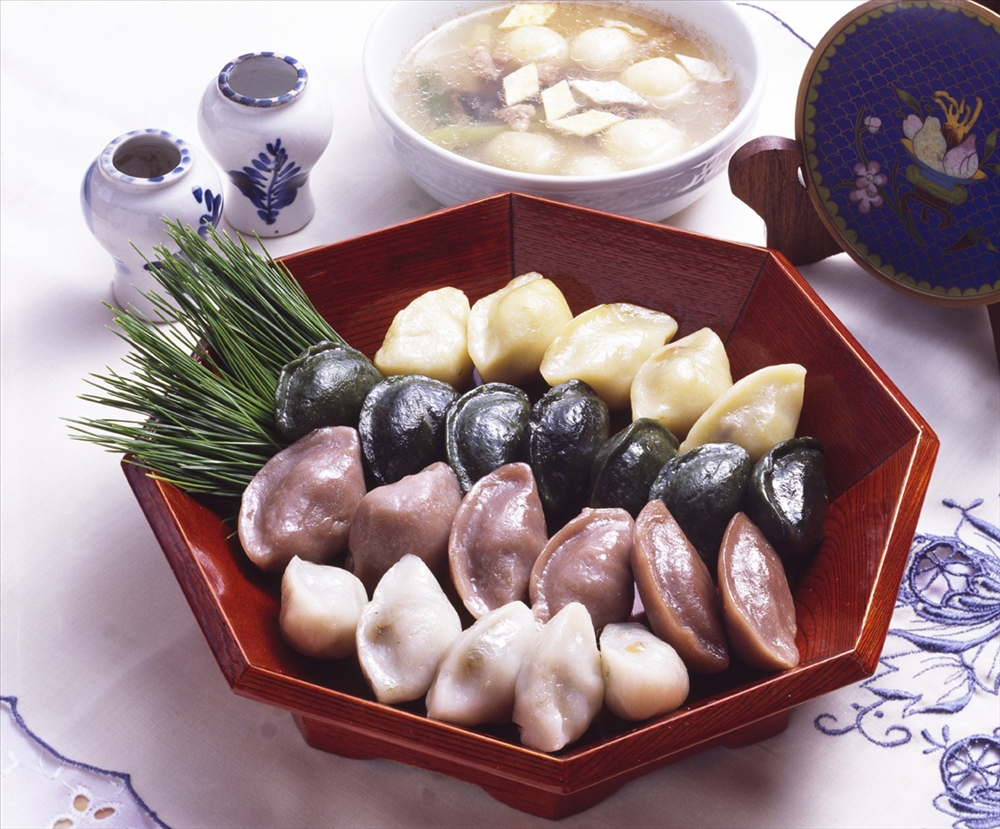
Szongphjon (Songpyeon)

A cshuszok (chuseok) (추석), azaz az őszi aratóünnep jellegzetes étele a szongphjon (songpyeon) (송편), ami ragacsos rizslisztből készül, gombóc formájú és különféle töltelékkel (mogyoró, gesztenye, azukibab, szezámmag) van megtöltve. Gőzöléskor az egymásra rétegezett gombócok közé tűleveleket tesznek, így a szongphjon fenyőillatú lesz. A hagyomány szerint ezt az étket a család közösen készíti, és különösen kedvelt szokás ez az egyedülálló családtagok körében, a hiedelem szerint ugyanis aki szép formájú gombócokat készít, az jó férjet/feleséget fog találni, illetve szép gyermekei fognak születni. A cshuszok (chuseok) idején az az évi rizstermésből készült alkoholos italokat fogyasztanak az asztalnál, illetve ajánlanak fel a csesza (jesa) során.

### Tano(Dano)
A koreai ünnepek jobbára a holdnaptáron alapszanak, ilyen a tano (dano) (단오) is, a tavaszünnep. Jellegzetes étele a csolphjon (jeolpyeon) (절편), egyfajta gőzölt rizssütemény.

## Fordítás
- Ez a szócikk részben vagy egészben  a   Korean ceremonial food című angol Wikipédia-szócikk ezen változatának fordításán alapul.  Az eredeti cikk szerkesztőit annak laptörténete sorolja fel. Ez a jelzés csupán a megfogalmazás eredetét és a szerzői jogokat jelzi, nem szolgál a cikkben szereplő információk forrásmegjelöléseként.